# Nový Orient
Nový Orient je populárně-naučný časopis, který vychází od roku 1945. Vydává jej Orientální ústav Akademie věd České republiky. V časopisu odborníci seznamují české čtenáře se současností i historií zemí Asie a Afriky.
Od roku 2019 vychází Nový Orient třikrát ročně. Nabízí čtenářům korektní vhled do problematiky dějin, náboženství, materiální kultury, současné politiky i jazyků a literatur asijských a afrických zemí.
Dlouholetým šéfredaktorem Nového Orientu byl jeden z předních českých islamologů Miloš Mendel. V  r. 2012 a 2013 byl šéfredaktorem sinolog Jakub Hrubý. V redakční radě pracují další významní čeští orientalisté, jako je Luboš Bělka, v minulosti například Dita Nymburská.
Současným šéfredaktorem (2023, 2024) je Mgr. Jakub Hrubý, Ph.D., výkonnou redaktorkou Mgr. Anna Křivánková, Ph.D.